# Gary Gillespie
Gary Gillespie (Stirling, 1960. július 5. –) válogatott skót labdarúgó, hátvéd.

## Pályafutása

### Klubcsapatban
1977–78-ban a Falkirk, 1978 és 1983 között az angol Coventry City, 1983 és 1991 között a Liverpool labdarúgója volt. A Liverpoollal három angol bajnoki címet és két kupagyőzelmet szerzett. Tagja volt az 1983–84-es BEK-győztes és az 1984–85-ös BEK-döntős csapatnak. 1991 és 1994 között a Celtic, 1994 és 1997 között ismét a Coventry City játékosa volt.

### A válogatottban
1987 és 1990 között 13 alkalommal szerepelt a skót válogatottban. Részt vett az 1990-es olaszországi világbajnokságon, de mérkőzésen nem szerepelt a tornán.

## Sikerei, díjai
Coventry City
- az év játékosa (1981, 1983)

 Liverpool FC
- Angol bajnokság
  - bajnok (3): 1985–86, 1987–88, 1989–90
- Angol kupa (FA Cup)
  - győztes (2): 1986, 1989
- Angol ligakupa
  - győztes: 1983–84
- Angol szuperkupa (FA Charity Shield)
  - győztes (4): 1982, 1986, 1989, 1990
- Bajnokcsapatok Európa-kupája (BEK)
  - győztes: 1983–84
  - döntős: 1984–85
- UEFA-szuperkupa
  - döntős: 1984